# Urt (plaats)
Urt (Baskisch: Ahurti) is een gemeente in het Franse departement Pyrénées-Atlantiques (regio Nouvelle-Aquitaine) en telde 1702 inwoners in 1999.

## Geografie
De oppervlakte van Urt bedroeg op 1 januari 2022 18,99 vierkante kilometer; de bevolkingsdichtheid was toen 123,3 inwoners per km².

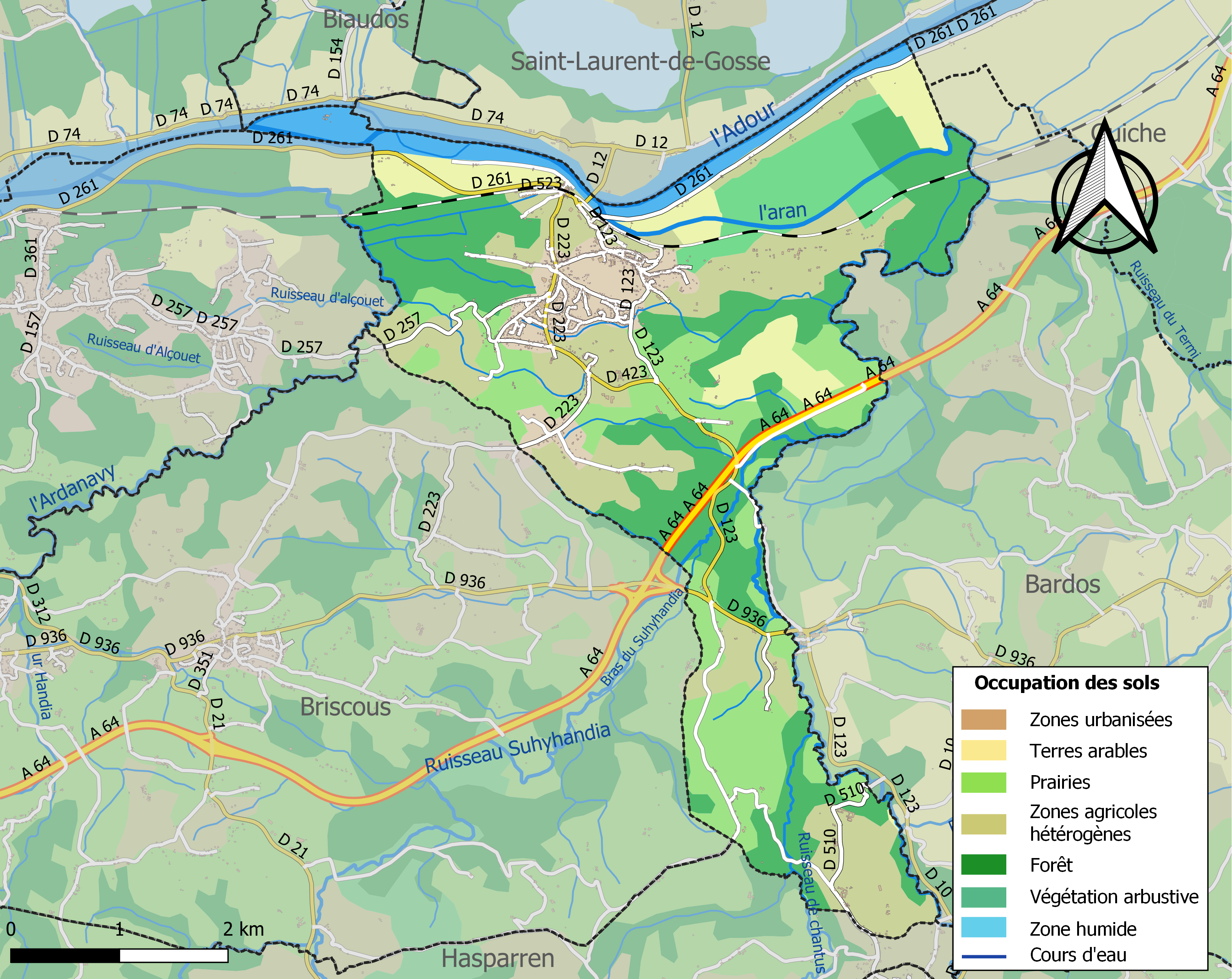
Kaart van de gemeente met belangrijkste infrastructuur, bodemgebruik en omliggende gemeenten

## Demografie
Onderstaande figuur toont het verloop van het inwonertal (bron: INSEE-tellingen).

## Verkeer en vervoer
In de gemeente ligt de spoorweghalte Urt.